# Amara-kosha
El Amara-kosha (‘el tesoro de Amara’ o ‘el tesoro inmortal’) es un glosario de raíces en idioma sánscrito. Fue compuesto por el escritor Amara Simja (fl. 375 d. C.).
Está dividido en tres libros, por lo que es llamado también Tri-khanda (‘tres capítulos’). También se lo conoce como Nama-linga-anushasana.
Contiene 10 000 palabras repartidas en 25 sargas y tri-khanda (‘tres capítulos’).
Está compuesto ―al igual que otras obras de su clase― con rima y métrica, para ayudar a memorizarlo.

## Nombre y etimología
- amarakoṣa, en el sistema AITS (alfabeto internacional para la transliteración del sánscrito).[1]
- अमरकोष, en escritura devanagari del sánscrito.[1]
- Pronunciación: /amára kósha/.[1]
- Etimología: ‘tesoro inmortal’ o ‘diccionario inmortal’, siendo:
  - a-mara: ‘sin-muerte’, inmortal
  - kosha:[1]
    - recipiente
    - balde
    - baúl
    - caja
    - caja de tesoros
    - diccionario, léxico, glosario o vocabulario
    - vulva
    - testículo
    - escroto
    - cada una de las tres capas que envuelven al alma
    - bola o globo
    - globo ocular
    - copa para beber y ratificar un tratado
    - juramento

## Impresiones
En 1798 se imprimió en Roma (Italia) el primer capítulo del Amara-kosha con letras tamiles.
En 1808 se imprimió en Serampore (India) la primera edición de la obra completa, con notas en inglés e índice traducido por H. T. Colebrooke.
En 1831 se imprimió en Calcuta (India) el texto en sánscrito.
En 1839 se imprimió en París (Francia) una traducción al francés de A. L. A. Loiseleur Deslongchamps.
En 1927 se imprimió la 4.ª edición del texto recopilado por Louie Rice en idioma canarés.